# We Were Liars
We Were Liars är en amerikansk thrillerserie som hade premiär på Prime Video den 18 juni 2025. Serien är skapad av Carina Adly MacKenzie och Julie Plec.

## Handling
Året efter en mystisk olycka som gett henne minnesförlust återvänder 17-åriga Cadence till Beechwood. När tre generationer av den anrika Sinclair-familjen samlas i sitt privata sommarparadis vill ingen prata om olyckan. Cadence tvingas gräva fram sanningen på egen hand.

## Rollista (i urval)
- Emily Alyn Lind - Cadence Sinclair Eastman
- Shubham Maheshwari - Gat Patil
- Esther McGregor - Mirren Sinclair Sheffield
- Joseph Zada - Johnny Sinclair Dennis
- Caitlin FitzGerald - Penny Sinclair
- Mamie Gummer - Carrie Sinclair
- Candice King - Bess Sinclair
- Rahul Kohli - Ed Patil
- David Morse - Harris Sinclair
- Wendy Crewson - Tipper Sinclair